# Arçabil
Arçabil (früher: Firuza) ist ein Urlaubsort in Turkmenistan, nahe der Hauptstadt Aşgabat.

## Lage
Arçabil liegt circa 30 Kilometer südwestlich der turkmenischen Hauptstadt Aşgabat in den Ausläufern des Kopet-Dags. Die Umgebung ist geprägt von Schluchten wie der Firuza-Schlucht oder dem Chuli-Tal. Auf Grund dieser Lage ist es in Arçabil in den heißen turkmenischen Sommern oft einige Grad kühler als in der Hauptstadt Aşgabat.

## Tourismus
Arçabil ist eines der beliebtesten Ausflugsziele für die Einwohner der Hauptstadt. Der Ort wird dominiert von Hotels und Restaurants, auch ein Wellness-Angebot ist vorhanden, sowie ein Sanatorium.
Auch der ehemalige Präsident des Landes, Saparmyrat Nyýazow, schätzte die Annehmlichkeiten des Ortes und ließ hier eine Präsidentenresidenz errichten. Diese wird bis heute genutzt und sorgt für strenge Sicherheitsmaßnahmen in und um Arçabil. Die Anreise mit Taxen aus Aşgabat ist untersagt, Reisende müssen in Fahrzeuge aus Arçabil umsteigen. Die Firuza-Schlucht wurde teilweise für Besucher komplett gesperrt. Außerdem besteht eine große Präsenz von Sicherheitskräften in dem Ort. Im benachbarten Ort Gokdere wird eine neue Hotelanlage errichtet, die zur Entwicklung eines neuen touristischen Zentrums in dieser Ortschaft beitragen soll und damit Arçabil als Hauptziel in der Region ablösen soll.
Ein Großteil der Gebäude in dem Ort sind Datschen von Regierungsmitgliedern und Beamten, die hier ihre Freizeit verbringen können. Auch ein kleines Militärgelände ist in dem Ort angesiedelt.

## Sehenswürdigkeiten
Neben den erträglicheren Temperaturen im Sommer, gibt es auch einige Sehenswürdigkeiten, die die Menschen nach Arçabil locken:
- der Baum Chinar, der als der größte Baum Mittelasiens gilt. Sieben einzelne Stämme bilden den Baum, dessen Stamm einen Durchmesser von vier Metern hat
- die umliegenden Landschaften mit zahlreichen Bächen und kleinen Tälern
- in einem naheliegenden Gestüt werden die berühmten Achal-Tekkiner zu einem Ausritt in die Gebirgslandschaft verliehen
- im Norden des Orts befindet sich eine Parkanlage mit zahlreichen Skulpturen, die vor allem Tiere zeigen[4][5]